# جون دبليو. هيكس
جون دبليو. هيكس (بالإنجليزية: John W. Hicks)‏ هو اقتصادي أمريكي، ولد في 2 ديسمبر 1921، وتوفي في 20 ديسمبر 2002.